# Wahrer Gott, wir glauben dir

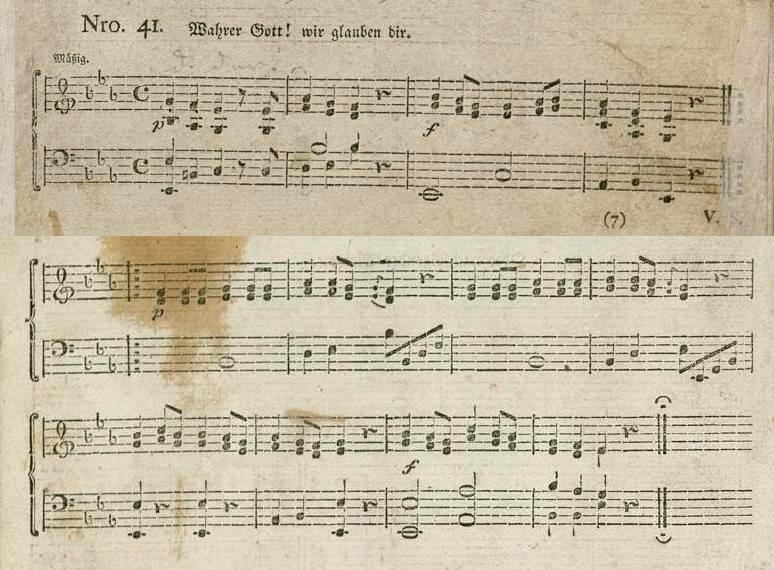
„Wahrer Gott, wir glauben dir“, Melodie mit Orgelbegleitsatz, aus: Orgelbegleitung zu den Gesängen beym Römisch-kathol. Gottesdienste. Herausgegeben von C. B. Verspoell, Münster 1810

„Wahrer Gott, wir glauben dir“ ist ein katholisches Kirchenlied für den Osterfestkreis. Text und Melodie stammen von dem münsterischen Geistlichen Christoph Bernhard Verspoell (1743–1818). Das Lied wird bis heute fast unverändert gesungen. Es steht in mehreren Gotteslob-Diözesananhängen.
Verwendet wird es vorwiegend in der Osterzeit sowie in Beerdigungsmessen, besonders wenn diese als Auferstehungsamt gefeiert werden. Da die Zeile „du bist mit Gottheit und Menschheit hier“ auf die Realpräsenz Jesu in der gewandelten Hostie verweist, wird das Lied auch bei der Eucharistieverehrung, z. B. bei Fronleichnamsprozessionen, gesungen.

## Text
1. Wahrer Gott, wir glauben dir,

du bist mit Gottheit und Menschheit hier;

du, der den Satan und Tod überwand,

der im Triumph aus dem Grabe erstand.

Preis dir, du Sieger auf Golgatha,

Sieger, wie keiner, alleluja.

2. Jesu, dir jauchzt alles zu:

Herr über Leben und Tod bist du.

In deinem Blute gereinigt von Schuld,

freun wir uns wieder der göttlichen Huld.

Gib, dass wir stets deine Wege geh'n,

glorreich wie du aus dem Grabe ersteh'n!

## Melodie
Quelle: T und M: Christoph Bernhard Verspoell, Münster 1810